# Спортивная федерация бокса Санкт-Петербурга
Спортивная федерация бокса Санкт-Петербурга — региональная общественная организация, базирующаяся в Санкт-Петербурге. Основная задача — развитие олимпийского и профессионального бокса в Санкт-Петербурге.

## История федерации
В 1927 году ленинградские тренеры во главе с Эрнестом Лусталло, Гвидо Мейером и Иваном Граве учреждают городскую коллегию боксёрских судей, которая и стала прообразом современной региональной федерации. Коллегия брала на себя всю административную работу — планирование соревнований, присвоение разрядов, подготовку атлетов. Дебютом новой организации стал Чемпионат Ленинграда 1927 года в Легкоатлетическом Манеже. Сборная, сформированная по его итогам, стала одной из самых результативных команд довоенного советского бокса.
В годы Великой Отечественной Войны боксерская жизнь Ленинграда не прерывалась. Последний предблокадный чемпионат города проходит за считанные недели до того, как немецко-фашистские войска сомкнули кольцо вокруг Ленинграда, а первый послеблокадный — спустя несколько месяцев после освобождения города.
Золотым веком ленинградского бокса были 1950 - 1960 годы. За неполных два десятилетия боксёры Ленинграда завоевали несколько десятков медалей союзных чемпионатов, добивались успеха на чемпионатах Европы и Мира, а в Мельбурне-1956 и Токио-1964 ленинградцы Геннадий Шатков и Валерий Попенченко завоевали Олимпийское золото в боксе. Оба боксёра выступали и побеждали в весе до 75 кг, который с тех пор закрепил за собой название «ленинградский».
Триумф пришелся на годы, когда ленинградская судейская коллегия по боксу получила статус региональной спортивной федерации: за заботу о спортсменах и популяризацию бокса брались прославленные спортсмены и тренеры, опытные управленцы. С 1956 по 1992 годы ленинградской Федерацией Бокса руководили ЗТ СССР Геннадий Шевалдышев, ЗМС СССР Геннадий Шатков, ЗМС СССР Иван Князев, МС СССР Важа Микаэлян, влиятельные функционеры Кондаков и Самсонов.
После распада СССР городская боксёрская федерация получила название «Спортивная Федерация Бокса Санкт-Петербурга». Параллельно, в городе формировалось направление профессионального бокса в дальнейшем, профессиональная боксёрская федерация влилась в состав основной.
Боксёры Санкт-Петербурга добивались наград на Чемпионате Мира 1993 года, Спартакиаде СНГ 1995 года, выступали на домашних Играх Доброй Воли. Под руководством президентов Виталия Алешкевича, Александра Скороходова, Виталия Мартыненко, ЗМС ССР Вячеслава Яковлева развивалась подготовка молодых талантов.

## Современная история

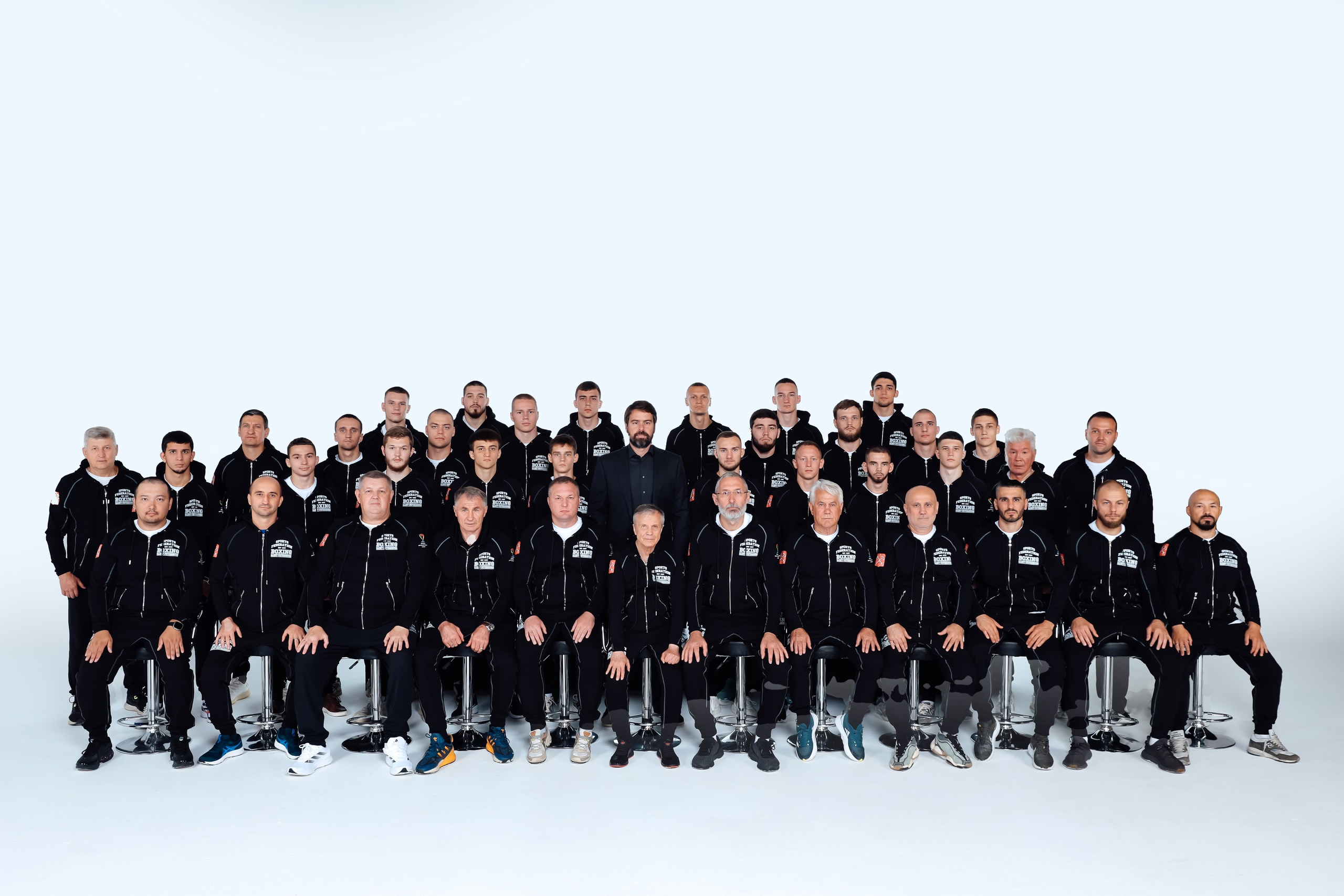
Сборная Санкт-Петербурга по боксу 2024

С 2014 года Спортивную Федерацию Бокса Санкт-Петербурга возглавляет действующий руководитель, Максим Владимирович Жуков. Обновленная команда Федерации, в состав которой вошли как управленцы, так и представители нескольких поколений петербургского и ленинградского спорта, работает над тем, чтобы создать максимально плодотворные условия для развития петербургского бокса.
За эти годы петербургские боксёр приняли участие в нескольких чемпионатах Европы и мира. В 2016 году Петр Хамуков впервые за четверть века выступил на Олимпийских Играх, Александра Ордина завоевала золото на женском чемпионате Европы, в Токио-2020 Иван Верясов представил нашу страну в супертяжелой весовой категории.
В 2023 году впервые за 30 лет петербургский боксер стал медалистом чемпионата мира по боксу. Всеволод Шумков завоевал бронзовую награду в весовой категории до 60 кг. 

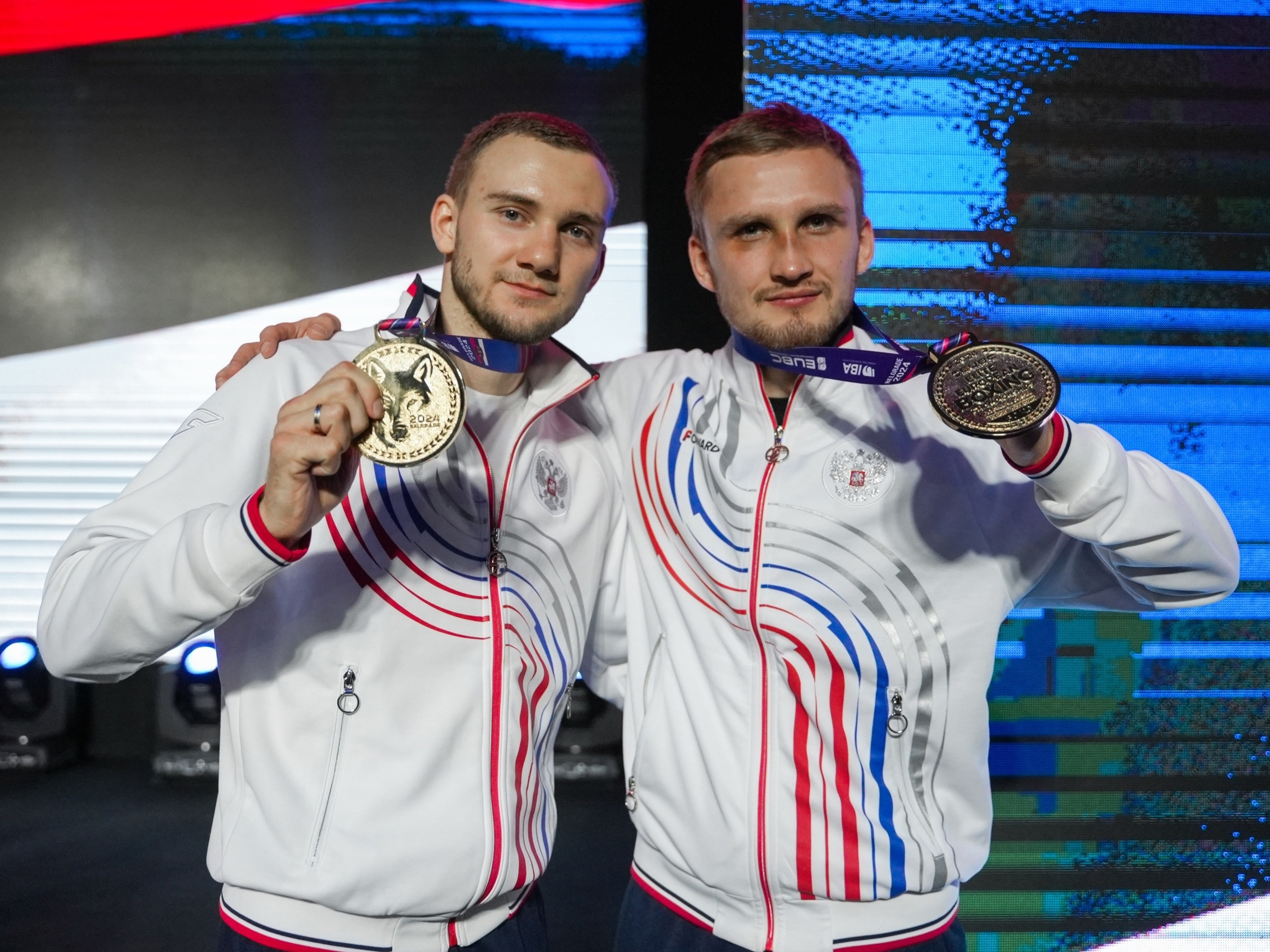
Победители чемпионата Европы по боксу Эдуард Савин и Всеволод Шумков

В 2024 году сразу два представителя петербургской организации стали чемпионами Европы по боксу: Эдуард Саввин (до 57 кг) и Всеволод Шумков (до 60 кг).
С 2018 года в Санкт-Петербурге успешно функционируют залы бокса, созданные Федерацией, где бесплатно тренируются дети и подростки, а также готовятся ведущие спортсмены России.
Клубы единоборств и функционального тренинга Спортивной Федерации бокса Санкт-Петербурга:
- ТК «Авеню», Выборгское шоссе 15А;[3]
- ТЦ «Владимирский Пассаж» , Владимирский проспект, 19;[4]
- ТК «Космос», Типанова, 27;[5]
- Спортивная ул., 2/1;[6]
- Сестрорецк, ул. Токарева, д.28, ЖК «Дюна»;[7]

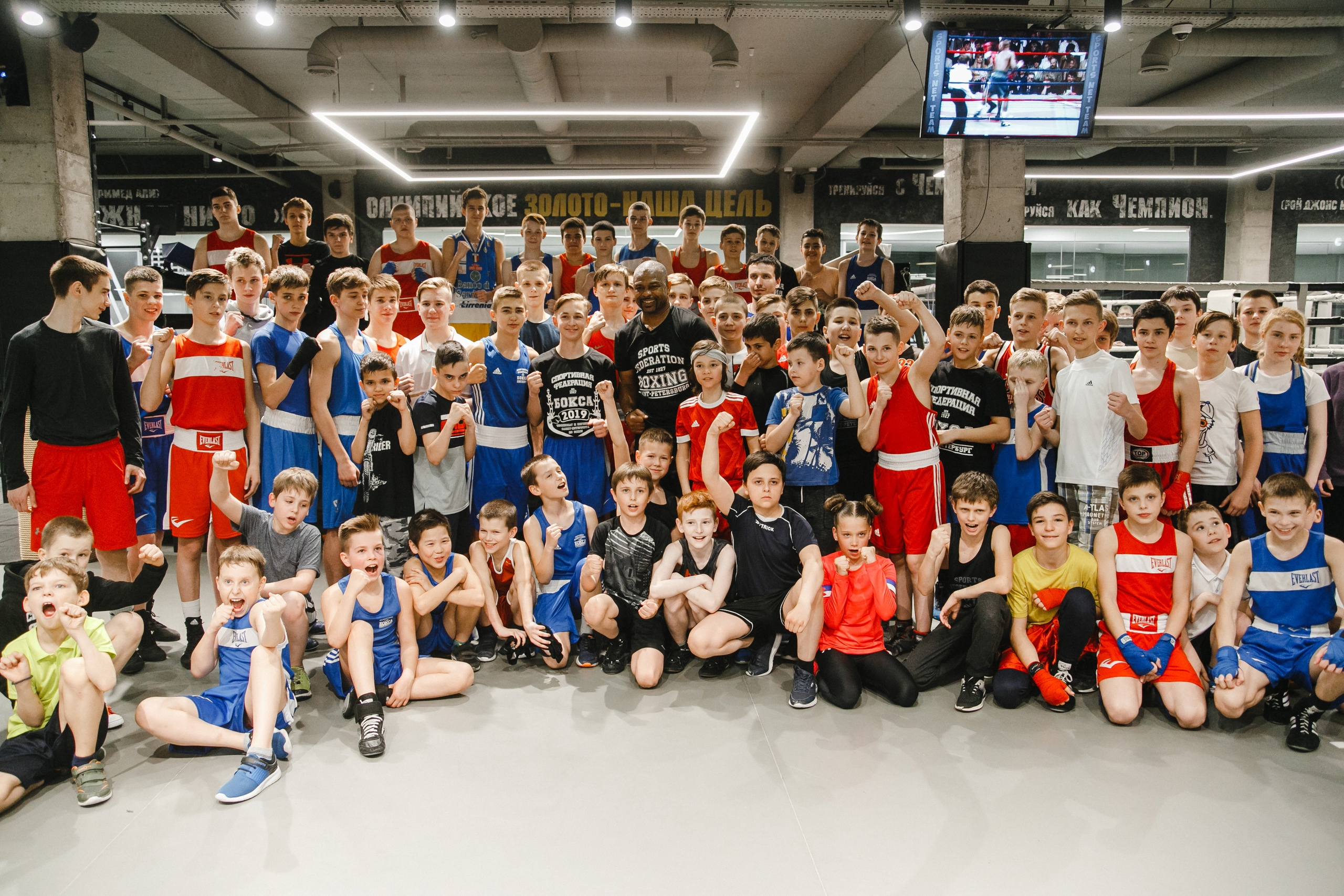
Мастер-класс Рой Джонса мл. в Центральном зале Спортивной федерации бокса Санкт-Петербурга

- Ул. Байконурская, 22;[8]
- Мурино, Ул. Тихая , 14;[9]
- Кудрово, Центральная ул., 15 А;[10]
- КСК «Арена», Футбольная аллея 8;[11]
- Мастер-класс Рой Джонса мл. в Центральном зале Спортивной федерации бокса Санкт-ПетербургаЛенинский проспект, д. 126 лит. А.[12]

## Значимые мероприятия

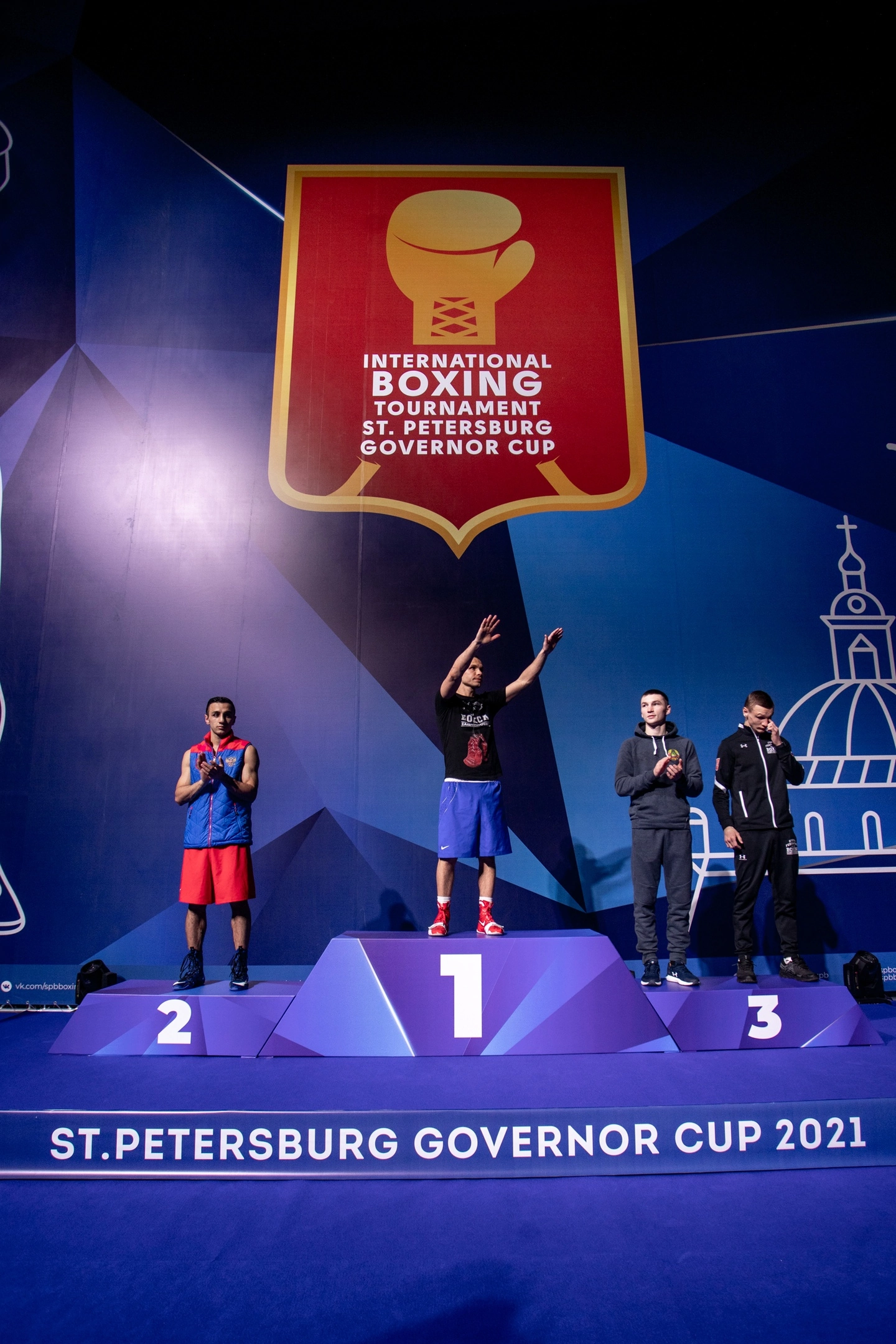
Кубок губернатора Санкт-Петербурга по боксу 2021

Начиная с 2009 года в Санкт-Петербурге проводился Международный турнир «Кубок Губернатора Санкт-Петербурга по боксу». История престижного турнира «Кубок Губернатора Санкт-Петербурга», который традиционно становится для боксёров отправной точкой к победам на международных стартах, начинается с 2009 года. «Кубок» в 2021 году не стал исключением: победители престижного турнира Альберт Батыргазиев и Баходир Джалолов вскоре стали чемпионами Олимпийских игр 2020 в Токио. Ещё четверо россиян – Андрей Замковой, Глеб Бакши, Муслим Гаджимагомедов и Имам Хатаев, завоевавших серебряные и бронзовые медали «Кубка Губернатора», повторили свой успех на главном олимпийской турнире, став призёрами летней Олимпиады 2020.
В разные годы турнир в Санкт-Петербурге наблюдал таких именитых боксеров, как олимпийские чемпионы Рио-де-Жанейро Евгения Тищенко и Хасанбоя Дусматова, призёров Олимпийских игр Виталия Дунайцева и Михаила Алояна, чемпиона Европейских игр белоруса Дмитрия Асанова, участника Олимпийских игр петербуржца Петра Хамукова, бронзового призера Олимпийских игр, трехкратного чемпиона мира кубинца Ласаро Альварес и других.
Почетными гостями турнира становились настоящие звезды современного профессионального бокса — Рой Джонс Младший, Александр Поветкин, Денис Лебедев, Григорий Дрозд, Руслан Проводников и многие другие.

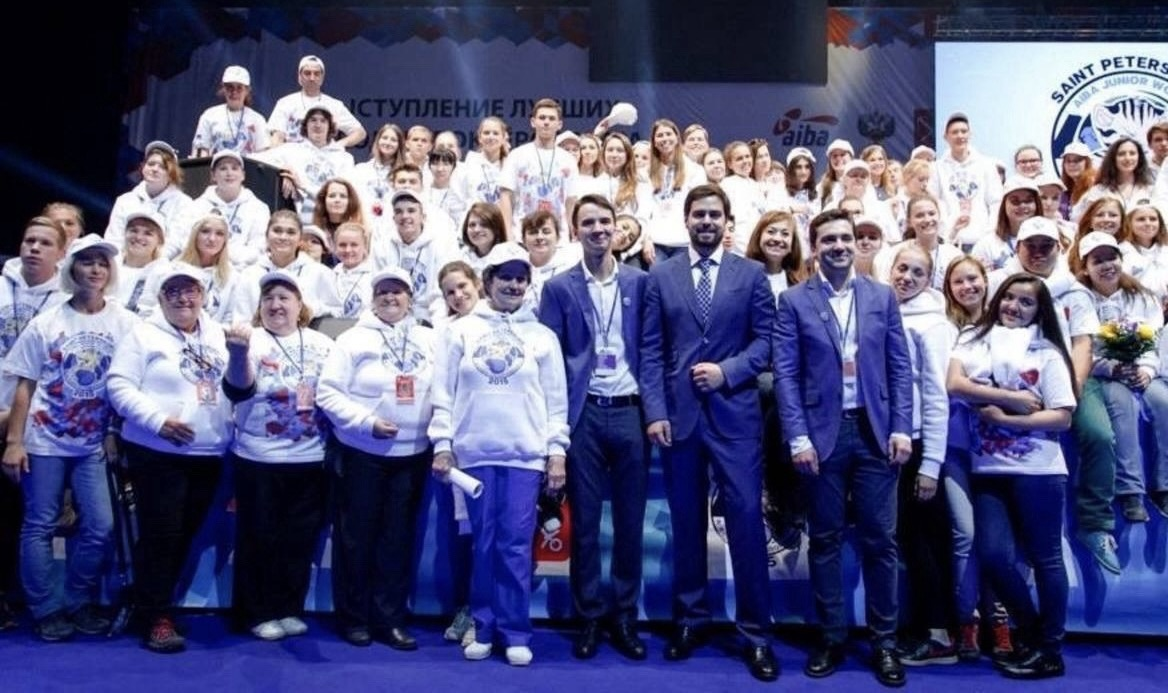
Чемпионат мира АИБА по боксу среди юниоров

В 2015 году, по инициативе Спортивной Федерации бокса Санкт-Петербурга, а также при поддержки Международной ассоциации бокса, с 4 по 12 сентября был проведен Чемпионат мира АИБА по боксу среди юниоров. В нем приняли участие 400 спортсменов из 58 стран - из США, России, Англии, Китая, Индии, Японии, Доминиканы, Кубы и др. Турнир проходил в спортивно-концертном комплексе «Петербургский».
В 2016 году Санкт-Петербург вновь стал столицей мирового юниорского бокса. Молодёжный чемпионат мира по боксу (AIBA Youth World Boxing Championships) 2016 года прошёл в Санкт-Петербурге с 17 по 26 ноября. Площадкой для проведения молодёжного чемпионата мира по боксу была выбрана «Сибур Арена» — один из наиболее современных на момент турнира спортивно-концертных комплексов города. В качестве символа и талисмана Молодёжного чемпионата был выбран лев, как один из самых популярных образов в облике Санкт-Петербурга. Впоследствии организационный комитет Молодежного Чемпионата мира 2016 в Санкт-Петербурге получил от Международной ассиоциации любительского бокса (АИБА) первую в истории награду за лучший молодежный турнир года.
Начиная с 2018 года по инициативе Спортивной федерации бокса Санкт-Петербурга в нашем городе на регулярной основе проводятся вечера профессионального бокса.

## Руководители организации
- Шофман Яков Михайлович;
- Шевалдышев Георгий Иванович;
- Сальников Юрий Александрович;
- Самсонов Борис Григорьевич (годы работы: 1972 - 1980);
- Микаэлян Важа Вартанович;
- Якшин Александр Яковлевич (годы работы 1983 - 1984);
- Микаэлян Важа Вартанович;
- Шатков Геннадий Иванович (годы работы: 1991 - 1992);
- Федченко Анатолий Трофимович (годы работы: 1992 - 1996);
- Алешкевич Виталий Иванович (годы работы: 1996 - 2004);
- Мартыненко Виталий Евгеньевич (годы работы: 2005 - 2012);
- Яковлев Вячеслав Юрьевич (годы работы: 2012 - 2014);
- Жуков Максим Владимирович (годы работы: 2014 - по наст.вр.),